# 스웸프맨
《스웸프맨》(영어: Swamp Thing) 혹은 《늪지의 괴물》은 미국에서 제작된 웨스 크레이븐 감독의 1982년 슈퍼히어로 영화이다. 렌 윈과 버니 라이트슨이 창조한 DC 코믹스의 동명 만화 캐릭터에 기반하였다. 레이 와이즈, 에이드리엔 바보, 루이 주르당 등이 출연하였고, 마이클 E. 유슬런 등이 제작에 참여하였다.
1989년 속편 《늪지의 괴물 2》가 개봉하였다.

## 줄거리
미국 남부 늪에서 진행되던 극비 생명 공학 프로젝트에 협력하던 한 과학자가 죽으면서 그 후임으로 앨리스가 온다. 앨리스는 박사 린다와 책임 과학자 앨릭을 만나고, 린다는 앨리스에게 식물에 기반했으며 폭발하는 성질을 지닌 획기적인 혼합물을 소개한다. 앨릭은 혼합물 방울이 떨어진 자리에서 식물이 급속도로 성장한 것을 발견한다.
갑자기 이들의 연구 성과를 노리는 사악한 안톤 아르카네가 이끄는 불법 무장 단체가 연구소를 급습하고, 린다는 도망치려다가 총에 맞는다. 앨릭은 급히 비커를 붙잡으려다가 넘어지면서 몸에 혼합물을 맞고 불타오른 끝에 늪으로 뛰어든다.
새벽에 안톤의 부하가 린다를 늪에서 익사시키려는 순간 몸체가 녹색이고 인간을 닮은 괴물이 린다를 구해준다. 한편 안톤은 앨릭의 최근 연구 일지가 사라진 것을 알게 되고, 이는 린다가 소지한 것으로 드러난다. 안톤은 린다의 뒤를 쫓지만 총알이 소용 없는 늪지의 괴물이 린다를 보호한다.
린다에게 협조하던 주유소 직원이 괴물에게 일지를 넘긴 뒤 괴물을 다시 만나 그의 목소리를 들은 린다는 괴물이 곧 앨릭임을 깨닫는다. 계속 린다의 뒤를 쫓은 안톤은 그물을 이용해 괴물을 포획하고 일지도 회수한다. 안톤은 혼합물이 영생과 힘을 가져다 줄 것으로 기대하며 제조하지만 괴물은 이 혼합물이 해당 인간의 타고난 특징을 증폭시켜줄 뿐이라고 밝힌다. 혼합물의 효과로 안톤은 늑대와 같은 짐승으로 변하지만 괴물이 처치한다. 괴물은 곁에서 그의 연구를 도울테니 머물러 달라는 앨리스의 호소를 거절하고 나중에 돌아올 것을 기약하며 늪으로 사라진다.

## 출연진
- 레이 와이즈
  - 딕 더록
- 에이드리엔 바보
- 루이 주르당
- 데이비드 헤스
- 니컬러스 워스
- 돈 나이트
- 앨 루번

## 기타 제작진
- 미술: 롭 윌슨 킹, 데이비드 니컬스